# Peperomia duendensis
Peperomia duendensis är en pepparväxtart som beskrevs av Truman George Yuncker. Peperomia duendensis ingår i släktet peperomior, och familjen pepparväxter. Inga underarter finns listade i Catalogue of Life.